# Cornel Buta
Cornel Buta (n. 1 noiembrie 1977) este un jucător de fotbal român aflat sub contract cu echipa ucraineană Volîn Luțk. În România a jucat printre altele la Dinamo București și Rapid București.